# Olszanka (rejon cudnowski)
Olszanka – wieś w rejonie cudnowskim obwodu żytomierskiego.
Znajduje tu się stacja kolejowa Czudniw-Wołynśkyj, położona na linii Koziatyn – Berdyczów – Szepetówka.